# Järngallusbläck

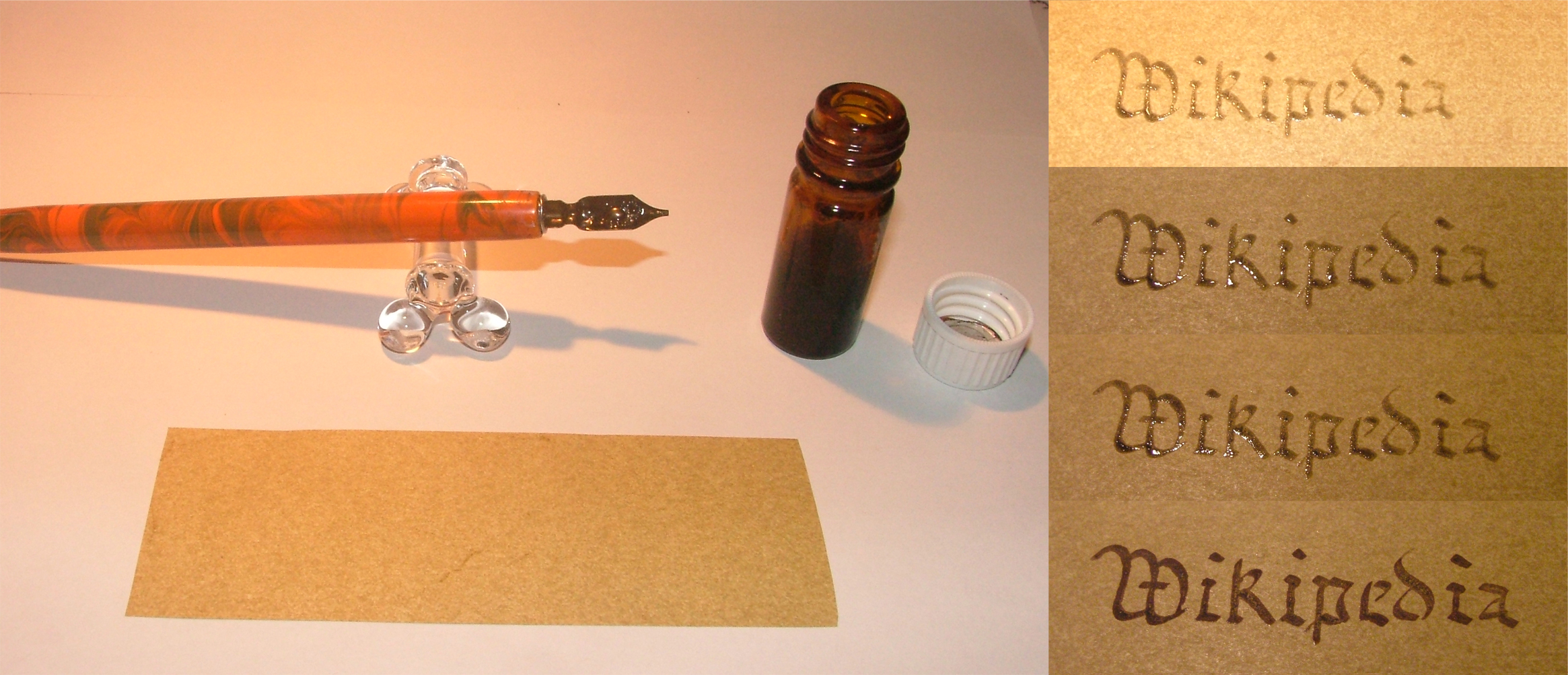
Användning av järngallusbläck. Bildserien till höger är tagen allt eftersom bläcket torkade.

Järngallusbläck har lägre pH och är därför mer korrosivt än det vanliga skrivbläcket, vilket var ett problem när man skrev med stålpenna – men har fördelen att när det torkar så blir det permanent på papper.  Det klumpar sig endast lite när man skriver, det är vattenbeständigt, har en bra vidhäftningsförmåga och är billigt och lätt att framställa. 

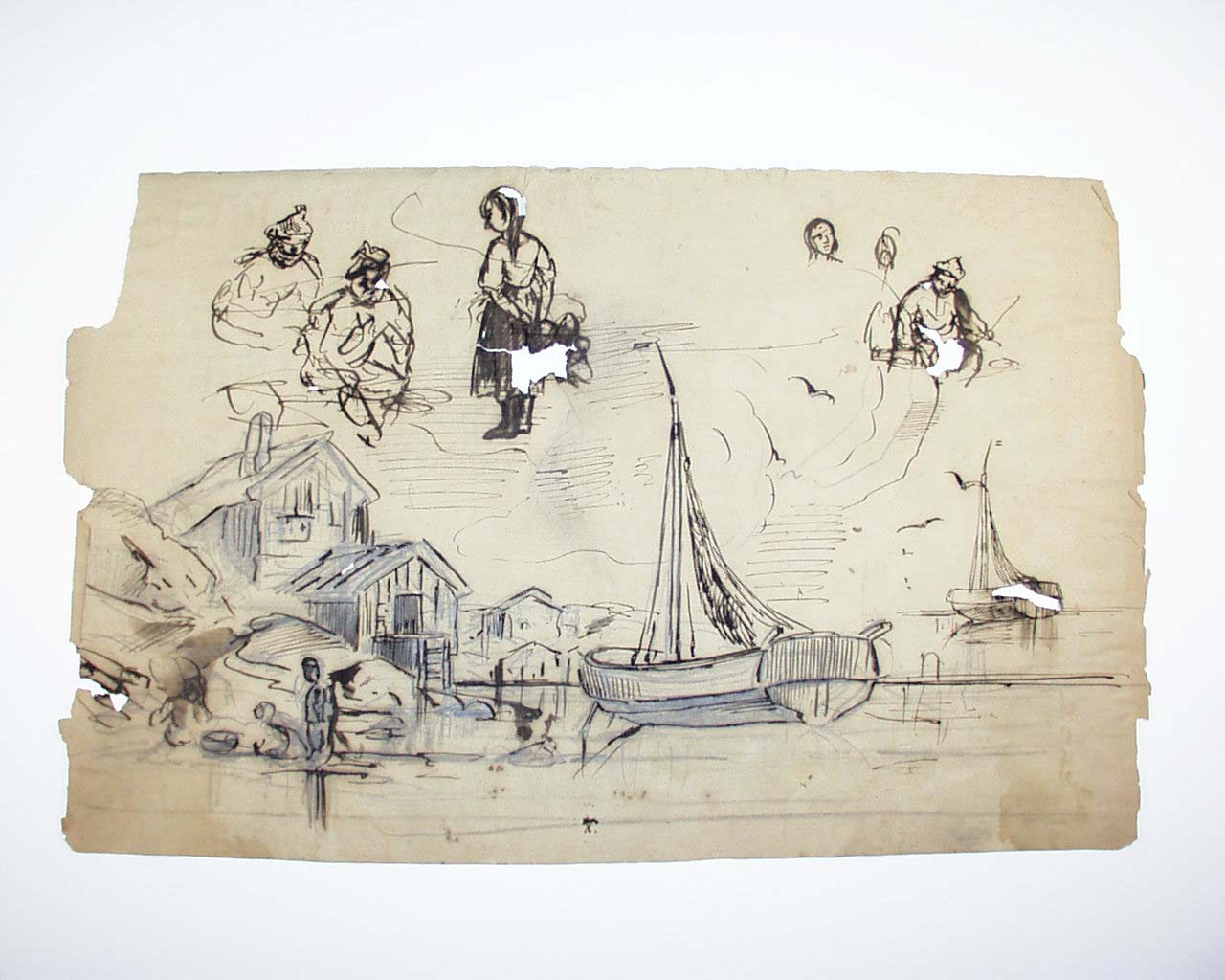
Exempel på papper som brutits ner av järngallusbläck.

Järngallusbläck tillverkas av järnsalt och något garvämne. Järnsaltet som oftast användes var järnsulfat (järnvitriol). Balansen mellan dessa ämnen gör att bläcket kan ha korrosiva egenskaper på pappret, under en period över 100 år. Man har visat att ett överskott av järnsalt i bläcket är mer förödande än lågt pH för nedbrytning av papper. Tillsatser av akaciagummi är bra för att få en blandning av fasta partiklar och vätska. 
Metoder att konservera papper med skrift av järngallusbläck utvecklas, men är ofullständiga.

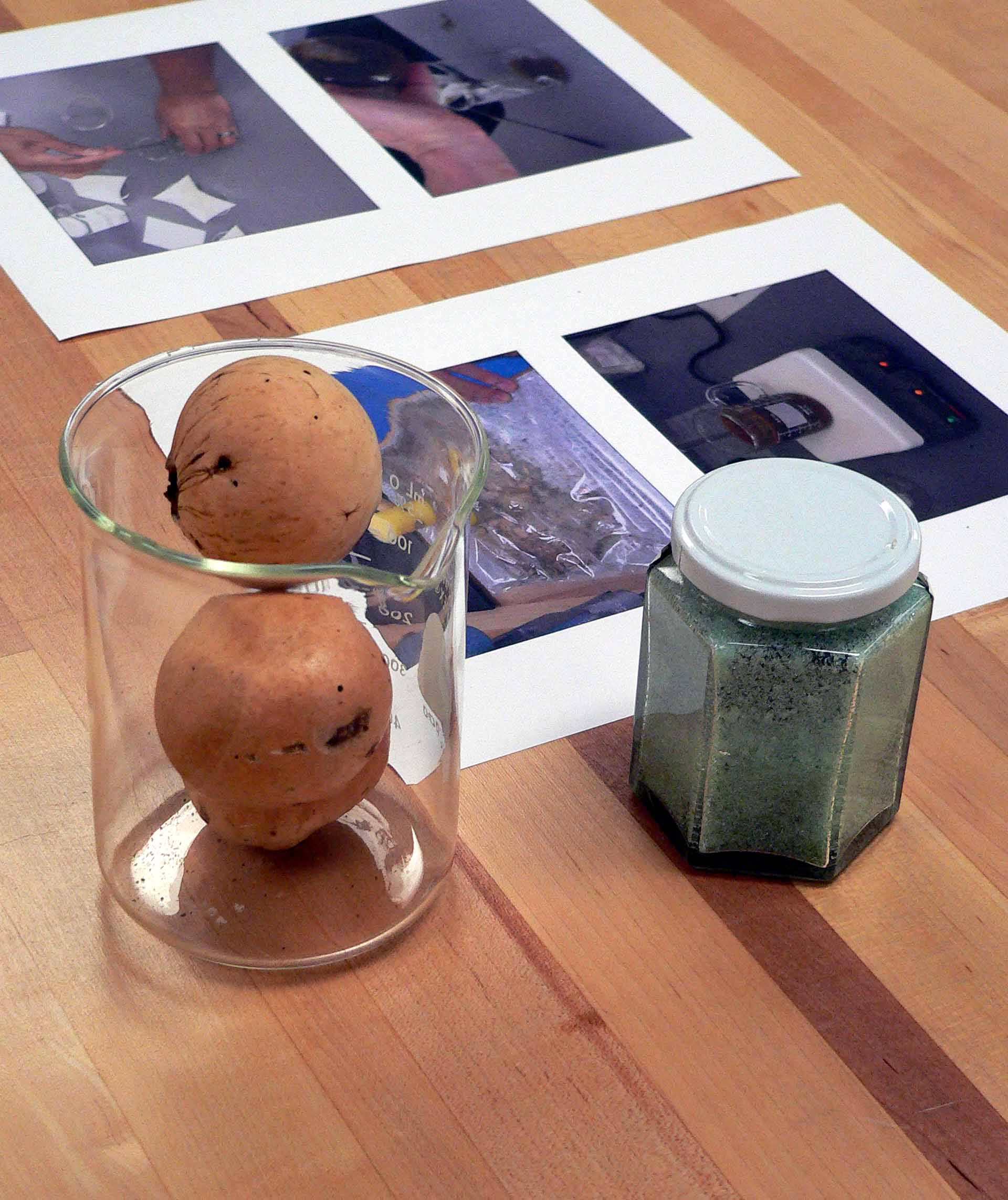
Galläpplen på ek, den traditionella källan för garvämne till järngallusbläck och järnsulfat.
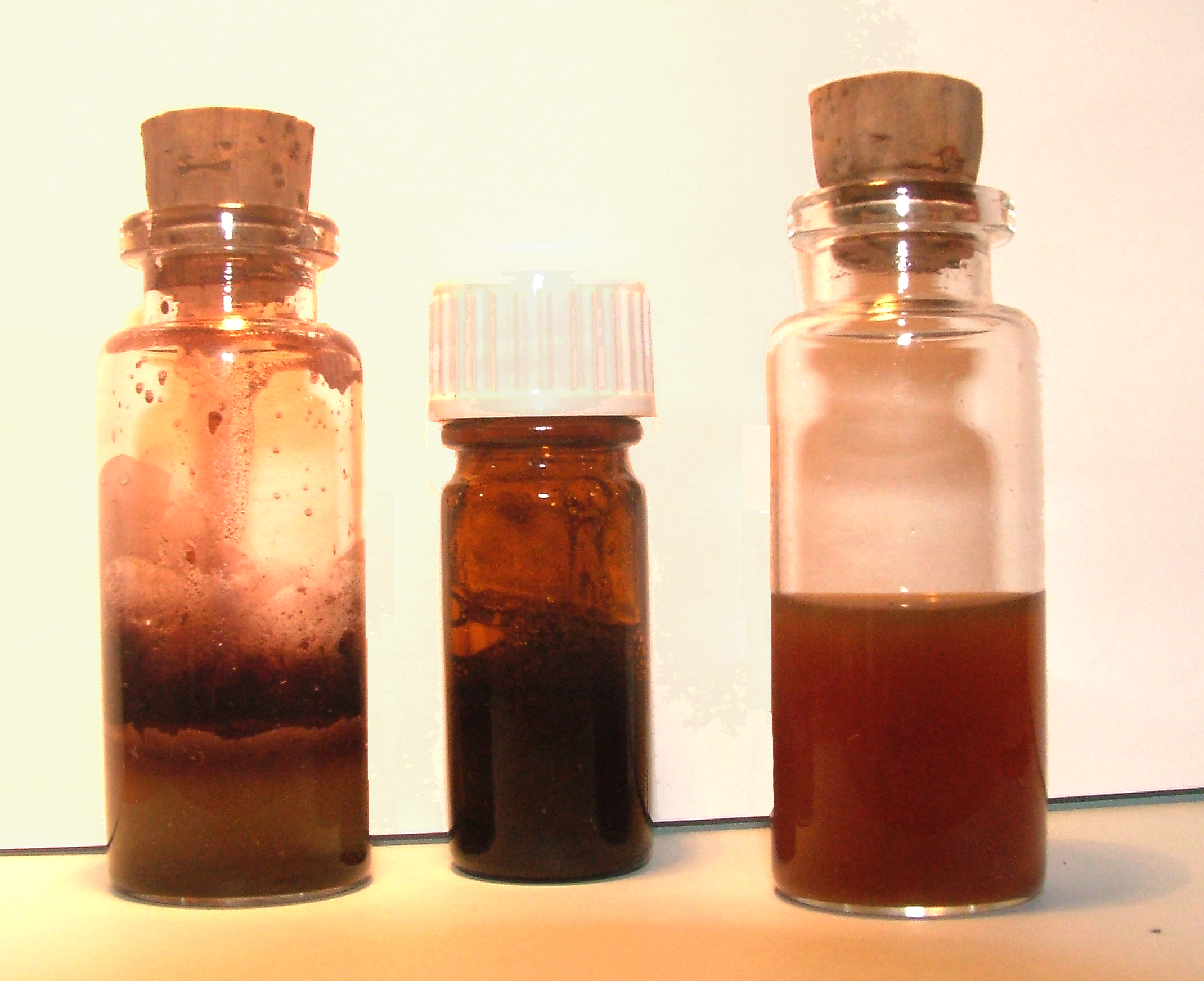
Lösning av järn i vinäger (t v) och lösning av garvämne (t h) samt i mitten det färdiga bläcket.